# 宮崎市立青島中学校
宮崎市立青島中学校（みやざきしりつ あおしまちゅうがっこう）は、宮崎県宮崎市青島地域自治区にある公立中学校。

## 概要
- 生徒数76名
- 学級数4個（通常学級3、特別支援学級1）
- 職員数10名

（2009年4月1日現在）

## 沿革
- 1947年（昭和22年）4月30日 - 青島村立青島中学校の設立認可。
- 1947年（昭和22年）5月8日 - 開校式挙行。
- 1949年（昭和24年）12月13日 - 内海分校設置。内海地区の生徒1,2年生が移転。
- 1951年（昭和26年）3月25日 - 宮崎市との合併に伴い宮崎市立青島中学校に改称。
- 1956年（昭和31年）4月1日 - 内海分校が内海中学校として独立。
- 1965年（昭和40年）4月4日 - 現在地に移転。
- 1966年（昭和41年）3月31日 - 内海中学校閉校。翌4月1日、本校に統合。
- 1966年（昭和41年）8月14日 - 山之口町（現都城市）の青井岳キャンプ場で水難事故。教師1名・生徒8名が死亡[1]。
- 1967年（昭和42年）4月1日 - 校歌制定。
- 1968年（昭和43年）3月29日 - 体育館落成式。
- 1974年（昭和49年）9月9日 - プール竣工。
- 1994年（平成6年）3月7日 - 頭髪自由化。
- 1996年（平成8年）2月8日 - 新体育館竣工。

## 学区
- 青島小学校区
- 内海小学校区

## 交通
- JR九州日南線折生迫駅より徒歩3分。